# 하루사키 료
하루사키 료(일본어: 春咲り ょう, 1997년 7월 21일~)는 일본의 AV 여배우이다.